# Abraham Polonsky
Abraham Lincoln Polonsky (* 5. Dezember 1910 in New York City; † 26. Oktober 1999 in Beverly Hills, Kalifornien) war ein US-amerikanischer Drehbuchautor und Filmregisseur.

## Leben und Werk
Polonsky studierte an der Columbia Law School. Er arbeitete zunächst als Anwalt. Während des Zweiten Weltkriegs arbeitete er für das Office of Strategic Studies in Frankreich, wo er den Kontakt zur Résistance hielt. Vor seiner Tätigkeit im Filmgeschäft verfasste er mehrere Romane, der erste blieb unveröffentlicht.
Als überzeugter Marxist trat Polonsky in die Kommunistische Partei der USA ein und war auch gewerkschaftlich aktiv. Seine Weigerung im Jahr 1951, im Zuge der Ermittlungen der McCarthy-Ära über seine politischen Aktivitäten auszusagen und Parteimitglieder zu verraten, führten zu seiner Entlassung durch die 20th Century Fox, und er kam auf die „Schwarze Liste“, die sein berufliches Aus in Hollywood bedeutete. Obwohl er anonym weiter in Hollywood arbeiten konnte, wurde seine Karriere nachhaltig beschädigt. So vergingen 21 Jahre zwischen seinem Regiedebüt Die Macht des Bösen (1948) und seiner nächsten Regiearbeit, Blutige Spur (1969).
1948 war er für den Oscar in der Kategorie Bestes Originaldrehbuch nominiert. 1971 wurde er mit einem Bodil ausgezeichnet. 1998 zeichnete ihn die Los Angeles Film Critics Association für sein Lebenswerk aus.
Polosky war verheiratet und Vater zweier Kinder. Seine Frau starb 1993.

## Filmografie

### Regie
- 1948: Die Macht des Bösen (Force of Evil) – auch Drehbuch
- 1957: Oedipus Rex
- 1969: Blutige Spur (Tell Them Willie Boy Is Here) – auch Drehbuch
- 1971: Ein Kerl zum Pferdestehlen (Il romanzo die un ladro di cavalli)

### Drehbuch
- 1947: Jagd nach Millionen (Body and Soul)
- 1947: Goldene Ohrringe (Golden Earrings)
- 1951: I Can Get It for You Wholesale
- 1959: Wenig Chancen für morgen (Odds Against Tomorrow)
- 1968: Nur noch 72 Stunden (Madigan)
- 1979: Lawinenexpress (Avalanche Express)
- 1982: Monsignor

### Zeitzeuge
- 1981: Innere Sicherheit: Abraham Polonsky
- 1995: Red Hollywood
- 1998: Hollywoodism: Jews, Movies and the American Dream
- 2001: FBI contre Hollywood